# Збірна Сенегалу з футболу
Збірна Сенегалу з футболу — представляє Сенегал в міжнародних матчах і турнірах з футболу. Керується Сенегальською федерацією футболу.
Станом на 28 листопада 2024 посідає 17-e місце у рейтингу футбольних збірних світу.

## Чемпіонат світу
| Чемпіонат світу | Чемпіонат світу         | Чемпіонат світу         | Чемпіонат світу         | Чемпіонат світу         | Чемпіонат світу         | Чемпіонат світу         | Чемпіонат світу         | Чемпіонат світу         |                         | Кваліфікація          | Кваліфікація          | Кваліфікація          | Кваліфікація          | Кваліфікація          | Кваліфікація          |
| Рік             | Раунд                   | Місце                   | І                       | В                       | Н                       | П                       | М+                      | М-                      | І                       | В                     | Н                     | П                     | М+                    | М-                    |                       |
| --------------- | ----------------------- | ----------------------- | ----------------------- | ----------------------- | ----------------------- | ----------------------- | ----------------------- | ----------------------- | ----------------------- | --------------------- | --------------------- | --------------------- | --------------------- | --------------------- | --------------------- |
| 1930            | Були частиною Франції   | Були частиною Франції   | Були частиною Франції   | Були частиною Франції   | Були частиною Франції   | Були частиною Франції   | Були частиною Франції   | Були частиною Франції   | Були частиною Франції   | Були частиною Франції | Були частиною Франції | Були частиною Франції | Були частиною Франції | Були частиною Франції | Були частиною Франції |
| 1934            | Були частиною Франції   | Були частиною Франції   | Були частиною Франції   | Були частиною Франції   | Були частиною Франції   | Були частиною Франції   | Були частиною Франції   | Були частиною Франції   | Були частиною Франції   | Були частиною Франції | Були частиною Франції | Були частиною Франції | Були частиною Франції | Були частиною Франції | Були частиною Франції |
| 1938            | Були частиною Франції   | Були частиною Франції   | Були частиною Франції   | Були частиною Франції   | Були частиною Франції   | Були частиною Франції   | Були частиною Франції   | Були частиною Франції   | Були частиною Франції   | Були частиною Франції | Були частиною Франції | Були частиною Франції | Були частиною Франції | Були частиною Франції | Були частиною Франції |
| 1950            | Були частиною Франції   | Були частиною Франції   | Були частиною Франції   | Були частиною Франції   | Були частиною Франції   | Були частиною Франції   | Були частиною Франції   | Були частиною Франції   | Були частиною Франції   | Були частиною Франції | Були частиною Франції | Були частиною Франції | Були частиною Франції | Були частиною Франції | Були частиною Франції |
| 1954            | Були частиною Франції   | Були частиною Франції   | Були частиною Франції   | Були частиною Франції   | Були частиною Франції   | Були частиною Франції   | Були частиною Франції   | Були частиною Франції   | Були частиною Франції   | Були частиною Франції | Були частиною Франції | Були частиною Франції | Були частиною Франції | Були частиною Франції | Були частиною Франції |
| 1958            | Були частиною Франції   | Були частиною Франції   | Були частиною Франції   | Були частиною Франції   | Були частиною Франції   | Були частиною Франції   | Були частиною Франції   | Були частиною Франції   | Були частиною Франції   | Були частиною Франції | Були частиною Франції | Були частиною Франції | Були частиною Франції | Були частиною Франції | Були частиною Франції |
| 1962            | Були частиною Франції   | Були частиною Франції   | Були частиною Франції   | Були частиною Франції   | Були частиною Франції   | Були частиною Франції   | Були частиною Франції   | Були частиною Франції   | Були частиною Франції   | Були частиною Франції | Були частиною Франції | Були частиною Франції | Були частиною Франції | Були частиною Франції | Були частиною Франції |
| 1966            | Були частиною Франції   | Були частиною Франції   | Були частиною Франції   | Були частиною Франції   | Були частиною Франції   | Були частиною Франції   | Були частиною Франції   | Були частиною Франції   | Були частиною Франції   | Були частиною Франції | Були частиною Франції | Були частиною Франції | Були частиною Франції | Були частиною Франції | Були частиною Франції |
| 1970            | Не пройшли кваліфікацію | Не пройшли кваліфікацію | Не пройшли кваліфікацію | Не пройшли кваліфікацію | Не пройшли кваліфікацію | Не пройшли кваліфікацію | Не пройшли кваліфікацію | Не пройшли кваліфікацію | Не пройшли кваліфікацію | 3                     | 1                     | 0                     | 2                     | 2                     | 4                     |
| 1974            | Не пройшли кваліфікацію | Не пройшли кваліфікацію | Не пройшли кваліфікацію | Не пройшли кваліфікацію | Не пройшли кваліфікацію | Не пройшли кваліфікацію | Не пройшли кваліфікацію | Не пройшли кваліфікацію | Не пройшли кваліфікацію | 2                     | 0                     | 1                     | 1                     | 1                     | 2                     |
| 1978            | Не пройшли кваліфікацію | Не пройшли кваліфікацію | Не пройшли кваліфікацію | Не пройшли кваліфікацію | Не пройшли кваліфікацію | Не пройшли кваліфікацію | Не пройшли кваліфікацію | Не пройшли кваліфікацію | Не пройшли кваліфікацію | 2                     | 0                     | 1                     | 1                     | 1                     | 2                     |
| 1982            | Не пройшли кваліфікацію | Не пройшли кваліфікацію | Не пройшли кваліфікацію | Не пройшли кваліфікацію | Не пройшли кваліфікацію | Не пройшли кваліфікацію | Не пройшли кваліфікацію | Не пройшли кваліфікацію | Не пройшли кваліфікацію | 2                     | 0                     | 1                     | 1                     | 0                     | 1                     |
| 1986            | Не пройшли кваліфікацію | Не пройшли кваліфікацію | Не пройшли кваліфікацію | Не пройшли кваліфікацію | Не пройшли кваліфікацію | Не пройшли кваліфікацію | Не пройшли кваліфікацію | Не пройшли кваліфікацію | Не пройшли кваліфікацію | 2                     | 1                     | 0                     | 1                     | 1                     | 1                     |
| 1990            | Не брали участь         | Не брали участь         | Не брали участь         | Не брали участь         | Не брали участь         | Не брали участь         | Не брали участь         | Не брали участь         | Не брали участь         | Не брали участь       | Не брали участь       | Не брали участь       | Не брали участь       | Не брали участь       | Не брали участь       |
| 1994            | Не пройшли кваліфікацію | Не пройшли кваліфікацію | Не пройшли кваліфікацію | Не пройшли кваліфікацію | Не пройшли кваліфікацію | Не пройшли кваліфікацію | Не пройшли кваліфікацію | Не пройшли кваліфікацію | Не пройшли кваліфікацію | 8                     | 3                     | 1                     | 4                     | 11                    | 12                    |
| 1998            | Не пройшли кваліфікацію | Не пройшли кваліфікацію | Не пройшли кваліфікацію | Не пройшли кваліфікацію | Не пройшли кваліфікацію | Не пройшли кваліфікацію | Не пройшли кваліфікацію | Не пройшли кваліфікацію | Не пройшли кваліфікацію | 2                     | 0                     | 1                     | 1                     | 2                     | 3                     |
| 2002            | чвертьфінал             | 7-ме                    | 5                       | 2                       | 2                       | 1                       | 7                       | 6                       | 10                      | 5                     | 4                     | 1                     | 16                    | 3                     |                       |
| 2006            | Не пройшли кваліфікацію | Не пройшли кваліфікацію | Не пройшли кваліфікацію | Не пройшли кваліфікацію | Не пройшли кваліфікацію | Не пройшли кваліфікацію | Не пройшли кваліфікацію | Не пройшли кваліфікацію | Не пройшли кваліфікацію | 10                    | 6                     | 3                     | 1                     | 21                    | 8                     |
| 2010            | Не пройшли кваліфікацію | Не пройшли кваліфікацію | Не пройшли кваліфікацію | Не пройшли кваліфікацію | Не пройшли кваліфікацію | Не пройшли кваліфікацію | Не пройшли кваліфікацію | Не пройшли кваліфікацію | Не пройшли кваліфікацію | 6                     | 2                     | 3                     | 1                     | 9                     | 7                     |
| 2014            | Не пройшли кваліфікацію | Не пройшли кваліфікацію | Не пройшли кваліфікацію | Не пройшли кваліфікацію | Не пройшли кваліфікацію | Не пройшли кваліфікацію | Не пройшли кваліфікацію | Не пройшли кваліфікацію | Не пройшли кваліфікацію | 8                     | 3                     | 4                     | 1                     | 11                    | 8                     |
| 2018            | груповий етап           | 17-те                   | 3                       | 1                       | 1                       | 1                       | 4                       | 4                       | 8                       | 5                     | 3                     | 0                     | 15                    | 5                     |                       |
| 2022            | 1/8 фіналу              | 10-те                   | 4                       | 2                       | 0                       | 2                       | 5                       | 7                       | 8                       | 6                     | 1                     | 1                     | 16                    | 5                     |                       |
| 2026            | Н/Д                     | Н/Д                     | Н/Д                     | Н/Д                     | Н/Д                     | Н/Д                     | Н/Д                     | Н/Д                     | Н/Д                     | Н/Д                   | Н/Д                   | Н/Д                   | Н/Д                   | Н/Д                   | Н/Д                   |
| Загалом         | Чвертьфінал             | 3/22                    | 12                      | 5                       | 3                       | 4                       | 16                      | 17                      | 71                      | 32                    | 23                    | 16                    | 106                   | 61                    |                       |

## Кубок Африки
- 1957–1963 — не брав участі
- 1965 — четверте місце
- 1968 — груповий турнір
- 1970–1978 — не пройшов кваліфікацію
- 1980 — не брав участі
- 1982 — не пройшов кваліфікацію
- 1984 — не пройшов кваліфікацію
- 1986 — груповий турнір
- 1988 — не пройшов кваліфікацію
- 1990 — четверте місце
- 1992 — чвертьфінал
- 1994 — чвертьфінал
- 1996 — не пройшов кваліфікацію
- 1998 — не пройшов кваліфікацію
- 2000 — чвертьфінал
- 2002 — друге місце
- 2004 — чвертьфінал
- 2006 — четверте місце
- 2008 — груповий турнір
- 2010 — не пройшов кваліфікацію
- 2012 — груповий турнір
- 2013 — не пройшов кваліфікацію
- 2015 — груповий турнір
- 2017 — чвертьфінал
- 2019 — друге місце
- 2021 — чемпіон
- 2023 — 1/8 фіналу

### Поточний склад
Наступні 26 гравці були оголошені у списку збірної для участі у ЧС-2022.
Матчі та голи вірні станом на 21 листопада 2022 року, після матчу проти Нідерландів.
| №  | Поз. | Гравець            | Дата народження (вік)        | Ігри | Голи | Клуб                 |
| -- | ---- | ------------------ | ---------------------------- | ---- | ---- | -------------------- |
| 1  |      | Сені Дьєнг         | 23 листопада 1994 (30 років) | 4    | 0    | Квінз Парк Рейнджерс |
| 16 |      | Едуар Манді        | 1 березня 1992 (33 роки)     | 26   | 0    | Челсі                |
| 23 |      | Альфред Гоміс      | 5 вересня 1993 (31 рік)      | 13   | 0    | Ренн                 |
|    |      |                    |                              |      |      |                      |
| 2  |      | Формоз Манді       | 2 січня 2001 (24 роки)       | 2    | 0    | Ам'єн                |
| 3  |      | Каліду Кулібалі () | 20 червня 1991 (33 роки)     | 65   | 0    | Челсі                |
| 4  |      | Пап Абу Сіссе      | 14 вересня 1995 (29 років)   | 14   | 1    | Олімпіакос           |
| 10 |      | Мусса Н'Діає       | 18 червня 2000 (24 роки)     | 0    | 0    | Андерлехт            |
| 12 |      | Фоде Балло-Туре    | 3 січня 1997 (28 років)      | 14   | 0    | Мілан                |
| 14 |      | Ісмаїл Якобс       | 17 серпня 1999 (25 років)    | 3    | 0    | Монако               |
| 21 |      | Юссуф Сабалі       | 5 березня 1993 (32 роки)     | 25   | 0    | Реал Бетіс           |
| 22 |      | Абду Діалло        | 4 травня 1996 (29 років)     | 19   | 2    | РБ Лейпциг           |
|    |      |                    |                              |      |      |                      |
| 5  |      | Ідрісса Гує        | 26 вересня 1989 (35 років)   | 97   | 7    | Евертон              |
| 6  |      | Нампалі Манді      | 23 червня 1992 (32 роки)     | 19   | 0    | Лестер Сіті          |
| 8  |      | Шейху Куяте        | 21 грудня 1989 (35 років)    | 84   | 4    | Ноттінгем Форест     |
| 11 |      | Пате Сісс          | 16 березня 1994 (31 рік)     | 1    | 0    | Райо Вальєкано       |
| 15 |      | Крепен Діатта      | 25 лютого 1999 (26 років)    | 27   | 2    | Монако               |
| 17 |      | Пап Матар Сарр     | 14 вересня 2002 (22 роки)    | 10   | 0    | Тоттенгем Готспур    |
| 24 |      | Мустафа Нам        | 5 травня 1995 (30 років)     | 6    | 0    | Пафос                |
| 25 |      | Мамаду Лум         | 30 грудня 1996 (28 років)    | 3    | 0    | Редінг               |
| 26 |      | Пап Гує            | 24 січня 1999 (26 років)     | 13   | 0    | Марсель              |
|    |      |                    |                              |      |      |                      |
| 7  |      | Ніколя Джексон     | 20 червня 2001 (23 роки)     | 1    | 0    | Вільярреал           |
| 9  |      | Булай Діа          | 16 листопада 1996 (28 років) | 20   | 3    | Салернітана          |
| 13 |      | Іліман Ндіає       | 6 березня 2000 (25 років)    | 2    | 0    | Шеффілд Юнайтед      |
| 18 |      | Ісмаїла Сарр       | 25 лютого 1998 (27 років)    | 49   | 10   | Вотфорд              |
| 19 |      | Фамара Д'єдью      | 15 грудня 1992 (32 роки)     | 25   | 10   | Аланіяспор           |
| 20 |      | Бамба Дьєнг        | 23 березня 2000 (25 років)   | 15   | 1    | Марсель              |

## Рекордсмени збірної
Станом на 18 листопада 2023 року
Жирним виділені гравці, що продовжують кар'єру.

### Гравці з найбільшою кількістю матчів за збірну

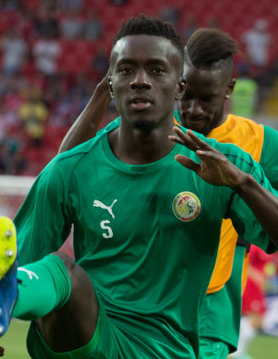
Ідрісса Гує — рекордсмен збірної Сенегалу за кількістю зіграних матчів (106)

| №  | Гравець         | Ігор | Голів | Період    |
| -- | --------------- | ---- | ----- | --------- |
| 1  | Ідрісса Гує     | 106  | 7     | 2011–     |
| 2  | Садіо Мане      | 100  | 40    | 2012–     |
| 3  | Анрі Камара     | 99   | 29    | 1999–2008 |
| 4  | Роже Менді      | 87   | 3     | 1979–1995 |
| 5  | Шейху Куяте     | 87   | 4     | 2012–     |
| 6  | Тоні Сільва     | 83   | 0     | 1999–2008 |
| 7  | Жуль Боканде    | 73   | 20    | 1979–1993 |
| 7  | Каліду Кулібалі | 73   | 1     | 2015–     |
| 9  | Ламін Діатта    | 71   | 4     | 2000–2008 |
| 10 | Ель-Хаджі Діуф  | 70   | 24    | 2000–2008 |

### Найкращі бомбардири

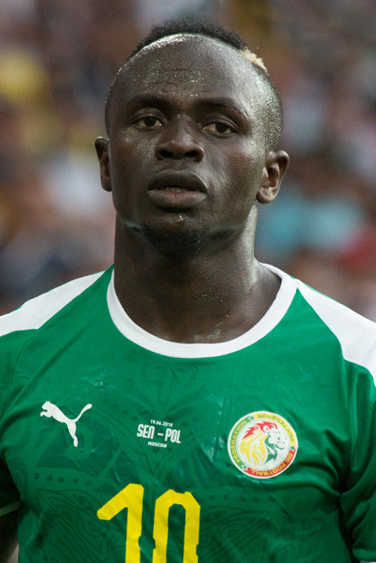
Садіо Мане — рекордсмен збірної Сенегалу за кількістю забитих м'ячів (40)

| №  | Гравець        | Голів | Ігор | За гру | Період    |
| -- | -------------- | ----- | ---- | ------ | --------- |
| 1  | Садіо Мане     | 40    | 100  | 0.4    | 2012–     |
| 2  | Анрі Камара    | 29    | 99   | 0.29   | 1999–2008 |
| 3  | Ель-Хаджі Діуф | 24    | 70   | 0.34   | 2000–2008 |
| 4  | Мамаду Ньянг   | 20    | 54   | 0.37   | 2002–2012 |
| 4  | Жуль Боканде   | 20    | 73   | 0.27   | 1979–1993 |
| 6  | Мусса Соу      | 18    | 50   | 0.36   | 2009–2018 |
| 7  | Папісс Сіссе   | 17    | 36   | 0.47   | 2009–2015 |
| 8  | Мамаду Діалло  | 15    | 35   | 0.43   | 1989–1999 |
| 9  | Мусса Конате   | 12    | 34   | 0.35   | 2012–2019 |
| 10 | Сулейман Сане  | 11    | 23   | 0.48   | 1990–1997 |
| 10 | Фамара Д'єдью  | 11    | 27   | 0.41   | 2014–     |
| 10 | Ісмаїла Сарр   | 11    | 55   | 0.2    | 2016–     |
| 10 | Папа Буба Діоп | 11    | 63   | 0.17   | 2001–2008 |